# De Adriaan (Veldhoven)
De Adriaan is een windmolen van het type beltmolen. De molen bevindt zich in Meerveldhoven, een wijk van Veldhoven.
De Adriaan is gebouwd in 1906 en werd gebruikt als korenmolen.
Opdrachtgever voor de bouw was de familie Van Grinsven uit Beek en Donk.
Sinds 1935 is de molen in eigendom van de familie De Jongh.
Tot in de jaren 80 werd er regelmatig graan gemalen in de molen.
Het malen werd gestaakt toen de familie De Jongh de windmolen Sint Jan bij het gehucht Hoogeind in Veldhoven in gebruik nam.
Het onderste gedeelte van De Adriaan is nog wel in gebruik als café.
De molen is nog altijd maalvaardig.
De in de loop der tijd ontstane omringende bebouwing heeft de zichtbaarheid en landschappelijke waarde van de molen wel verminderd.